# De spion van het Vaticaan
De spion van het Vaticaan is een spionageroman van auteur Gérard de Villiers en het 132e deel uit de S.A.S.-reeks met als protagonist de Oostenrijkse prins en freelance CIA-agent Malko Linge.

## Het verhaal
Een commandant van de Pauselijke Zwitserse garde, het beveiligingsleger van Vaticaanstad en de paus, wordt samen met zijn vrouw door een gardelid vermoord, die kort daarna zelfmoord pleegt. De CIA is geïnteresseerd in het motief achter de moord omdat de vermoorde commandant geen onbekende voor de CIA was. Deze was namelijk een informant voor de Russische veiligheidsdienst Federalnaja Sloezjba Bezopasnosti terwijl zijn vermoorde vrouw een informant van de CIA was. Aan Malko de taak om in een omgeving van sereniteit, vrede en gebed het motief van de brute moorden te achterhalen.

## Personages
- Malko Linge, Oostenrijkse prins en CIA-agent;

## Stripverhaal
Dit deel is ook verschenen als stripverhaal bij uitgeverij Glénat onder de titel De spion van het Vaticaan (ISBN 978-9-06969-593-8).

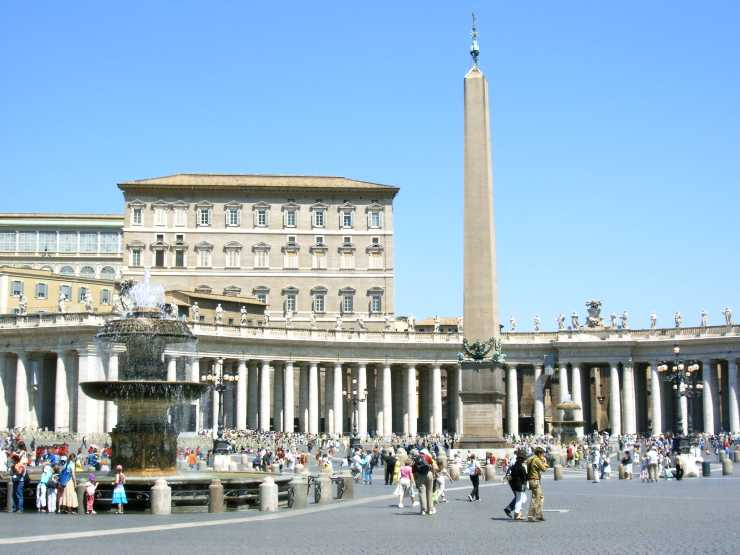
Sint-Pietersplein

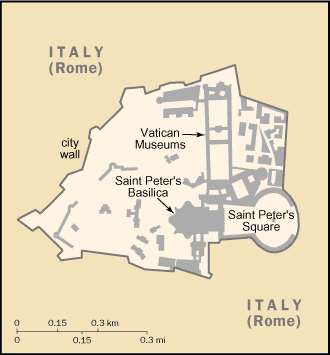
Plattegrond van Vaticaanstad